# جيمي بافيت
جيمي بافيت (بالإنجليزية: Jimmy Buffett)‏ هو منتج أفلام ومغني ومغن ومؤلف وكاتب للأطفال وموسيقي وكاتب سير ذاتية وطيار ورائد أعمال وكاتب وروائي وممثل أمريكي، ولد في 25 ديسمبر 1946في الولايات المتحدة. بدأ مشواره المهني سنة 1965، ومن الجوائز التي نالها عضوية قاعة شرف فناني فلوريدا ‏.

## أعمال

### أفلام
- (2015) العالم الجوراسي[8][9][10]
- (2019) متسكع الشواطئ

## جوائز
- عضوية قاعة شرف فناني فلوريدا [الإنجليزية]‏

## وفاته
توفي المطرب وكاتب الأغاني الأميركي جيمي بافيت في9 ديسمبر 2023 عن عمر ناهز 76 سنة.

## وصلات خارجية
- جيمي بافيت على موقع IMDb (الإنجليزية)
- جيمي بافيت على موقع ميوزك برينز (الإنجليزية)
- جيمي بافيت على موقع رولينغ ستون (الإنجليزية)
- جيمي بافيت على موقع قاعدة بيانات برودواي على الإنترنت (الإنجليزية)
- جيمي بافيت على موقع إن إن دي بي (الإنجليزية)
- جيمي بافيت على موقع أول ميوزيك (الإنجليزية)
- جيمي بافيت على موقع ديسكوغز (الإنجليزية)
- جيمي بافيت على موقع قاعدة بيانات الفيلم (الإنجليزية)